# Richard Lewisohn
Richard Lewisohn (Hamburgo, 12 de julho de 1875 - Nova Iorque, 11 de agosto de 1961) foi um cirurgião germano-americano. No Hospital Mount Sinai, em Manhattan, ele desenvolveu procedimentos que tornaram a transfusão de sangue prática.

## Vida e carreira
Lewisohn nasceu de pais judeus-alemães em Hamburgo e foi educado no ginásio local, de onde ingressou na faculdade de medicina em Kiel, em 1893. Como era típico dos estudantes de medicina alemães, ele frequentou várias escolas médicas diferentes, antes de receber seu doutorado pela Universidade de Freiburg, em 1899, com uma tese sobre tumores renais malignos.  Ele então serviu por dois anos como assistente de Karl Weigert no Instituto Senckenberg em Frankfurt. Em 1904 tornou-se assistente de Geheimrat Czerny em Heidelberg.  Em 1906, emigrou para Nova Iorque, onde se tornou gastroenterologista e cirurgião;  de 1928 a 1936, foi chefe do serviço cirúrgico geral do Monte Sinai. 

## Carreira científica

### Transfusão de sangue
Seguindo as primeiras especulações e seu uso em transfusões de animais, em abril de 1914, o médico belga Albert Hustin usou citrato de sódio para evitar que o sangue doado coagulasse durante a transfusão. Luis Agote também usou um método de citrato em Buenos Aires, em 14 de novembro de 1914. Trabalhando de forma independente, a contribuição de Lewisohn, em 1915, foi determinar a concentração ótima de citrato de sódio para preservar hemoderivados sem induzir toxicidade (0,2% para transfusões não superiores a 5g).  O uso correto do citrato de sódio tornou possível preservar os hemoderivados por períodos cada vez mais longos, permitindo que doador e beneficiário ficassem geograficamente separados. A sua investigação foi posta em prática durante a Primeira Guerra Mundial; embora só tenha sido introduzida nos serviços médicos britânicos em 1917 (por Oswald Robertson).

### Cirurgia
Em 1922, ele convenceu seu colega Albert Berg a realizar a primeira gastrectomia subtotal para úlcera péptica, nos Estados Unidos. Ele havia viajado anteriormente para Hans von Haberer em Innsbruck, Áustria, onde o método já havia sido aplicado e onde ele se familiarizou com as técnicas cirúrgicas  Após a aplicação bem-sucedida no Monte Sinai, a técnica se espalhou para o resto dos Estados Unidos para úlceras resistentes a outros tratamentos. Lewisohn também foi contemporâneo de Alexis Moschcowitz e seu sucessor como chefe do serviço cirúrgico geral no Monte Sinai.